# Förenade frigörelsepartiet
Förenade frigörelsepartiet, Pashakerdi partija basi emancipacija (PPE) är det ledande romska partiet i Nordmakedonien, bildat genom samgående mellan Förenade partiet för romer i Makedonien och Partiet för fullständig romsk lösrivelse från Makedonien.
Vid bildande 2007 var Nezdet Mustafa partiledare.
I parlamentsvalet i juni 2008 ingick PPE i den segrande valalliansen För ett bättre Makedonien.